# SMS Zähringen
SMS Zähringen – niemiecki pancernik typu Wittelsbach z okresu I wojny światowej. W skład Cesarskiej Marynarki Wojennej wszedł w październiku 1902 roku. Okręt otrzymał imię dla uczczenia niemieckiego średniowiecznego rodu szlacheckiego Zähringen. Od 1917 roku używany w charakterze okrętu-celu. W grudniu 1944 roku zatopiony przez brytyjskie lotnictwo w gdyńskim porcie. Podniesiony z dna i ponownie zatopiony w celu blokady portu w marcu 1945 roku.

## Projekt i budowa
SMS „Zähringen” został zamówiony jako kolejna jednostka typu Wittelsbach, w ramach pierwszego programu rozbudowy floty opracowanego w 1898 roku. Zamówienie na trzeci pancernik tego typu zostało przydzielone stoczni Germaniawerft w Kilonii.   
Budowa okrętu rozpoczęła się 21 listopada 1899 roku. Wodowanie nastąpiło 12 czerwca 1901 roku. Wejście do służby w Cesarskiej Marynarce Wojennej nastąpiło 25 października 1902 roku. 

## Służba
Po wejściu do służby wszedł w skład I Eskadry floty niemieckiej. Szybki postęp w rozwoju budownictwa okrętowego, a w szczególności wprowadzanie po 1906 roku do służby drednotów spowodowały, że „Zähringen” stał się jednostką przestarzałą. 21 września 1910 roku został wycofany ze służby. W 1912 ponownie wszedł do służby. Podczas manewrów floty na Morzu Północnym 4 września 1912 roku w wyniku wypadku staranował i zatopił niszczyciel SMS G 171, w wyniku czego zginęło 7 osób.   
Po wybuchu I wojny światowej w 1914 roku przywrócony do służby operacyjnej i przydzielony do 4. eskadry pancerników operującej na Bałtyku. W 1916 roku został wycofany ze służby i rozbrojony. W 1917 roku przebudowano go na okręt-cel.   
W kwietniu 1919 roku wpłynął do gdańskiego portu, gdzie został wycofany ze służby. Zgodnie z artykułem 181 traktatu wersalskiego, „Zähringen” i jego jednostki bliźniacze, miały być rozbrojone lub złomowane. W Reichsmarine mógł pozostać jedynie jako jednostka pomocnicza. W 1920 roku z okrętu zdjęto uzbrojenie, przekształcając go w jednostkę mieszkalną. Rolę tę pełnił w Wilhelmshaven do 1926 roku. W 1927 roku na okręcie zainstalowano urządzenia radiowe umożliwiające jego zdalne sterowanie jako okrętem-celem. W tej roli był wykorzystywany do 18 grudnia 1944 roku, kiedy został zatopiony przez brytyjskie lotnictwo w gdyńskim porcie. Podniesiony z dna basenu portowego, ponownie zatopiony w celu zablokowania gdyńskiego portu 26 marca 1945 roku. Podnoszenie i złomowanie okrętu zakończyło się w 1950 roku.